# Pajusti
Pajusti est un bourg (alevik) estonien, chef-lieu administratif de la commune de Vinni dans le Virumaa occidental. 

## Démographie
Sa population était de 734 habitants en 2008.
Au 31 décembre 2011, il compte 658 habitants.